# Géiner Segura
Geiner Isidro Segura Mora (Golfito, 14 de octubre de 1974) es un exfutbolista costarricense quién se desempeñó como mediocampista. Actualmente dirige a la Asociación Deportiva San Carlos de la Primera división de Costa Rica.

## Trayectoria

### Como jugador
Geiner Segura, se dedicó a jugar el fútbol de Costa Rica, llegando a estar en el Municipal Pérez Zeledón, su club que lo vio crecer, además estuvo en el C.S Cartaginés, Santos de Guápiles, La U Universitarios, Brujas F.C, A.D Guanacasteca y su último club en el que se retiró, el A.D San Carlos.

### Como entrenador
En 2016, Geiner Segura, debutó como técnico profesional con el equipo que le abrió las puertas como jugador, el A.D San Carlos de la Segunda División de Costa Rica, con el equipo logró subir de categoría, ascendiendo a la Primera División de Costa Rica.
En 2017, tuvo su segunda experiencia con el club A.D Cofutpa, equipo de la Segunda División de Costa Rica.
En 2018, firma con el Guadalupe Fútbol Club, en el que estuvo dirigiendo por 2 años.
En 2019, Geiner se integraría a la L.D Alajuelense, como asistente técnico del entrenador argentino Andrés Carevic, en el que triunfó como asistente técnico, obteniendo 2 títulos, el Torneo Apertura 2020 y la Liga Concacaf 2020.
En 2021, Geiner toma las riendas del Club Sport Cartaginés, en el Torneo Clausura 2022, Geiner posicionó a Cartaginés en la posición 3° con 34 puntos, logrando así un puesto a semifinales.
En Semifinales en el año 2022, Geiner derrota al C.S Herediano con el marcador global 2-1, logrando de esta manera avanzar a la final contra la L.D Alajuelense, finalizado los dos partidos de la final y con el marcador 1-1, ambos equipos tuvieron que definir el campeón del torneo en una gran final, en la primera vuelta, el equipo de Geiner Segura, derrotó a la L.D Alajuelense con el marcador 1-0, en la segunda vuelta, donde se definía el campeón, Geiner realizaba un hecho histórico, ya que se corona campeón de la Primera División de Costa Rica, después de casi 82 años de sequía, Geiner Segura derrotó a la L.D Alajuelense con el marcador 1-1, mientras en el global, Cartaginés ganaba por 2-1.
Geiner disputa la Supercopa de Costa Rica ante el C.S Herediano, club que ganó el torneo apertura, en el que caen derrotados con el marcador 0-2, perdiendo una oportunidad histórica de obtener 2 títulos consecutivos en el año 2022.

## Clubes

### Como jugador
| Club                  | País       | Año         |
| --------------------- | ---------- | ----------- |
| Pérez Zeledón         | Costa Rica | 1994 - 1995 |
| Cartaginés            | Costa Rica | 1995 - 1997 |
| Pérez Zeledón         | Costa Rica | 1997 - 2006 |
| Santos de Guápiles    | Costa Rica | 2007        |
| Brujas FC             | Costa Rica | 2007 - 2008 |
| Club de Fútbol UCR    | Costa Rica | 2008 - 2009 |
| Águilas Guanacastecas | Costa Rica | 2009        |
| San Carlos            | Costa Rica | 2010 - 2012 |

### Como director técnico
| Club             | País       | Año       |
| ---------------- | ---------- | --------- |
| A. D. San Carlos | Costa Rica | 2016      |
| A. D. COFUTPA    | Costa Rica | 2017      |
| Guadalupe F. C.  | Costa Rica | 2018-2020 |
| C. S. Cartaginés | Costa Rica | 2021-2022 |
| C. S. Herediano  | Costa Rica | 2022-2023 |
| Puntarenas F. C. | Costa Rica | 2023      |
| Pérez Zeledón    | Costa Rica | 2023-2024 |

### Como segundo director técnico
| Club              | País       | Año       |
| ----------------- | ---------- | --------- |
| A. D. San Carlos  | Costa Rica | 2013-2016 |
| L. D. Alajuelense | Costa Rica | 2020-2021 |

## Palmarés

### Como jugador

#### Títulos internacionales
| Título               | Equipo                  | Sede      | Año  |
| -------------------- | ----------------------- | --------- | ---- |
| Copa Centroamericana | Selección de Costa Rica | Guatemala | 2005 |

### Como entrenador

#### Títulos nacionales
| Título                         | Club             | País       | Año  |
| ------------------------------ | ---------------- | ---------- | ---- |
| Segunda División de Costa Rica | A. D. San Carlos | Costa Rica | 2016 |
| Primera División de Costa Rica | C. S. Cartaginés | Costa Rica | 2022 |

### Distinciones individuales
| Distinción                                      | Año  |
| ----------------------------------------------- | ---- |
| Mejor director técnico del Torneo Clausura 2022 | 2022 |